# Чиниджанц, Левон Багдасарович
Левон Багдасарович (Леонид Борисович) Чиниджанц (4 февраля 1912—1985) — советский театральный актёр, Заслуженный артист Украинской ССР, более 35 лет служил в Одесском русском драматическом театре им. А. Иванова (1948—1985).

## Биография
Родился 4 февраля 1912 года.
В начале 1930-х годов работал в Липецком театре, В 1936—1937 годах в Грозненском русском драматическом театре, в 1938-м в Брянском театре.
С 1939 года — актёр Кишиневского русского театра.
В годы Великой Отечественной войны, видимо, находился на оккупированной территории, в 1944 году, после проверки контрразведкой «СМЕРШ», направлен служить в РККА. За участие в войне в 1985 году отмечен Орденом Отечественной войны II степени.
С 1948 года и до смерти в 1985 году служил в Одесском русском драматическом театре им. А. Иванова, был указан в составе ведущих актёров труппы театра в статьях о театре в «Театральной энциклопедии» издания 1965 года и «Большой советской энциклопедии» издания 1969 года. Одновременно в 1950—1960 годах снимался в фильмах Одесской киностудии.
30 июня 1951 года был награждён медалью «За трудовое отличие»
Заслуженный артист Украинской ССР (не позднее 1959 года).
Умер в 1985 году.

## Фильмография
- 1955 — Тень у пирса — Козлов-Куприянов, диверсант
- 1956 — Капитан «Старой черепахи» — Пётр Борисов, часовщик
- 1956 — Ты молодец, Анита! — Бакко Террачини, капитан
- 1959 — Исправленному верить — Алексей Александрович Грень, вор-рецидивист
- 1963 — Мечте навстречу — учёный
- 1967 — Особое мнение — бывший следователь
- 1967 — Скуки ради — пассажир поезда
- 1969 — Сердце Бонивура — эпизод
- 1972 — Схватка — эпизод